# Ninel Nikolajewna Kusmina

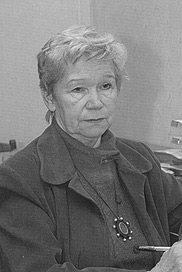
Ninel Nikolajewna Kusmina (2004)

Ninel Nikolajewna Kusmina (russisch Нинель Николаевна Кузьмина; * 19. September 1937 in Swirstroi, Rajon Lodeinoje Pole; † 31. Mai 2020) war eine sowjetische bzw. russische Architektin und Restauratorin.

## Leben
Kusmina studierte am Leningrader Institut für Bauingenieurwesen (jetzt St. Petersburger Staatliche Universität für Architektur und Bauwesen).
Von 1955 bis 2010 arbeitete Kusmina in Nowgorod (ab 1999 Weliki Nowgorod). Sie restaurierte dort etwa 30 Objekte, darunter insbesondere die Uspenije-Kirche (Mariä-Himmelfahrt-Kirche) auf dem Wolotowo-Feld mit ihren Fresken (350 m2), die während des Deutsch-Sowjetischen Kriegs vollständig zerstört worden war. Nach Kriegsende wurden die 1,7 Millionen Freskenfragmente in der Kirchenruine konserviert. Am 14. Dezember 1992 wurde die Uspenije-Kirche in die Liste des UNESCO-Welterbes aufgenommen. Im August 1993 begannen die Nowgoroder Restauratoren mit den Restaurierungsarbeiten an den Freskenfragmenten. 2001 begann im Rahmen eines gemeinsam finanzierten deutsch-russischen Projekts die Restaurierung der Uspenije-Kirche. 2002 wurde auf einem ungebrannten Ziegelstein aus dem Jahr 1352 das Bild eines Segelboots mit drei Kriegern in Kettenrüstung gefunden. Am 28. August 2003 wurde die Kirche feierlich eröffnet. Die 1,7 Millionen Freskenfragmente kamen in die Nowgoroder Restaurierungswerkstatt Fresko. Im Sommer 2008 wurde das erste restaurierte Fresko an seinem ursprünglichen Platz in der Kirche wieder angebracht.
Kusmina war verheiratet und hatte Kinder und Enkel.

## Ehrungen, Preise
- Verdiente Kulturarbeiterin der Russischen Föderation
- Staatspreis der Russischen Föderation für Literatur und Kunst (2004)
- Ehrenbürgerin Weliki Nowgorods (2006)[1]

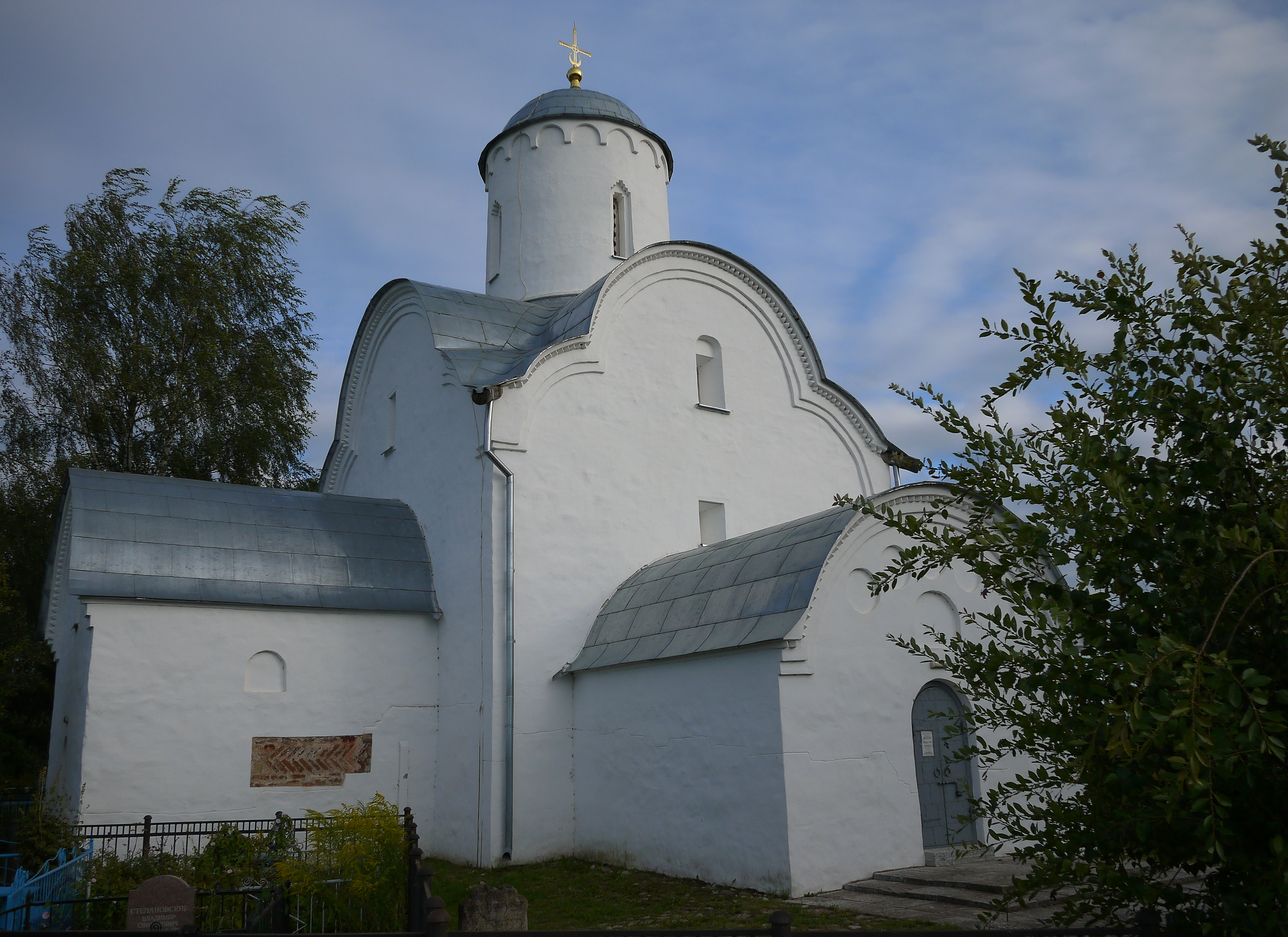
Uspenije-Kirche auf dem Wolotowo-Feld
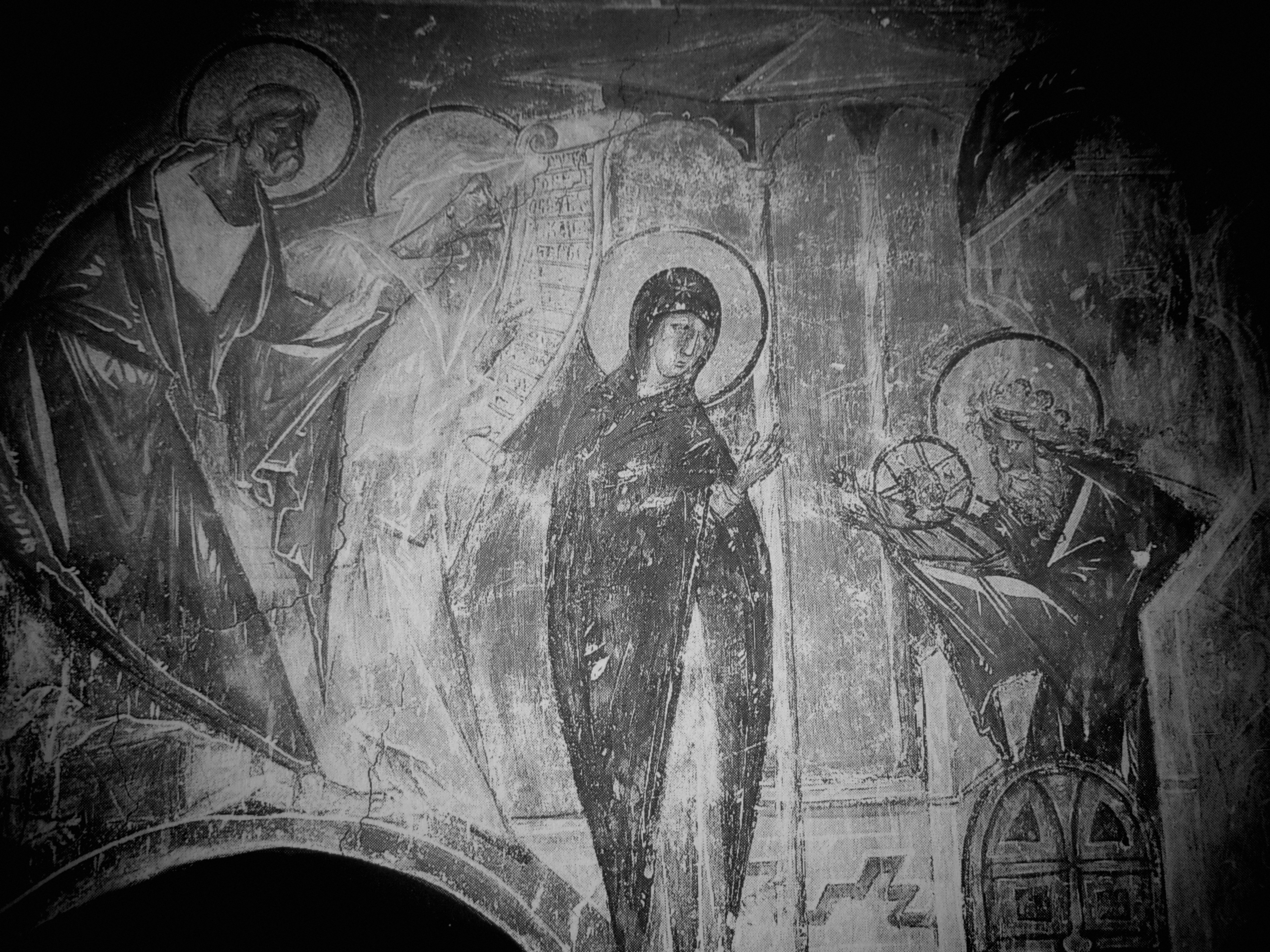
Darstellung des Herrn, Uspenije-Kirche
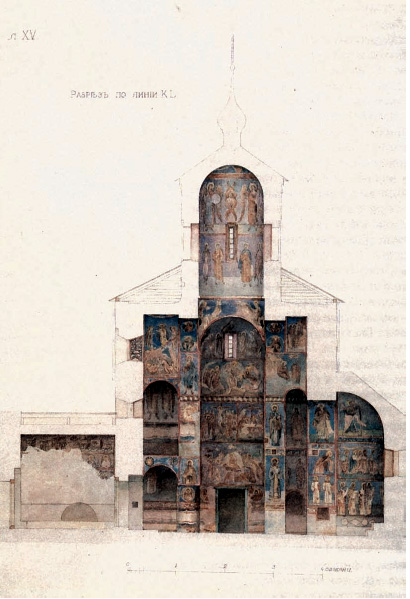
Freskenschema der Uspenije-Kirche